# Économie du transport

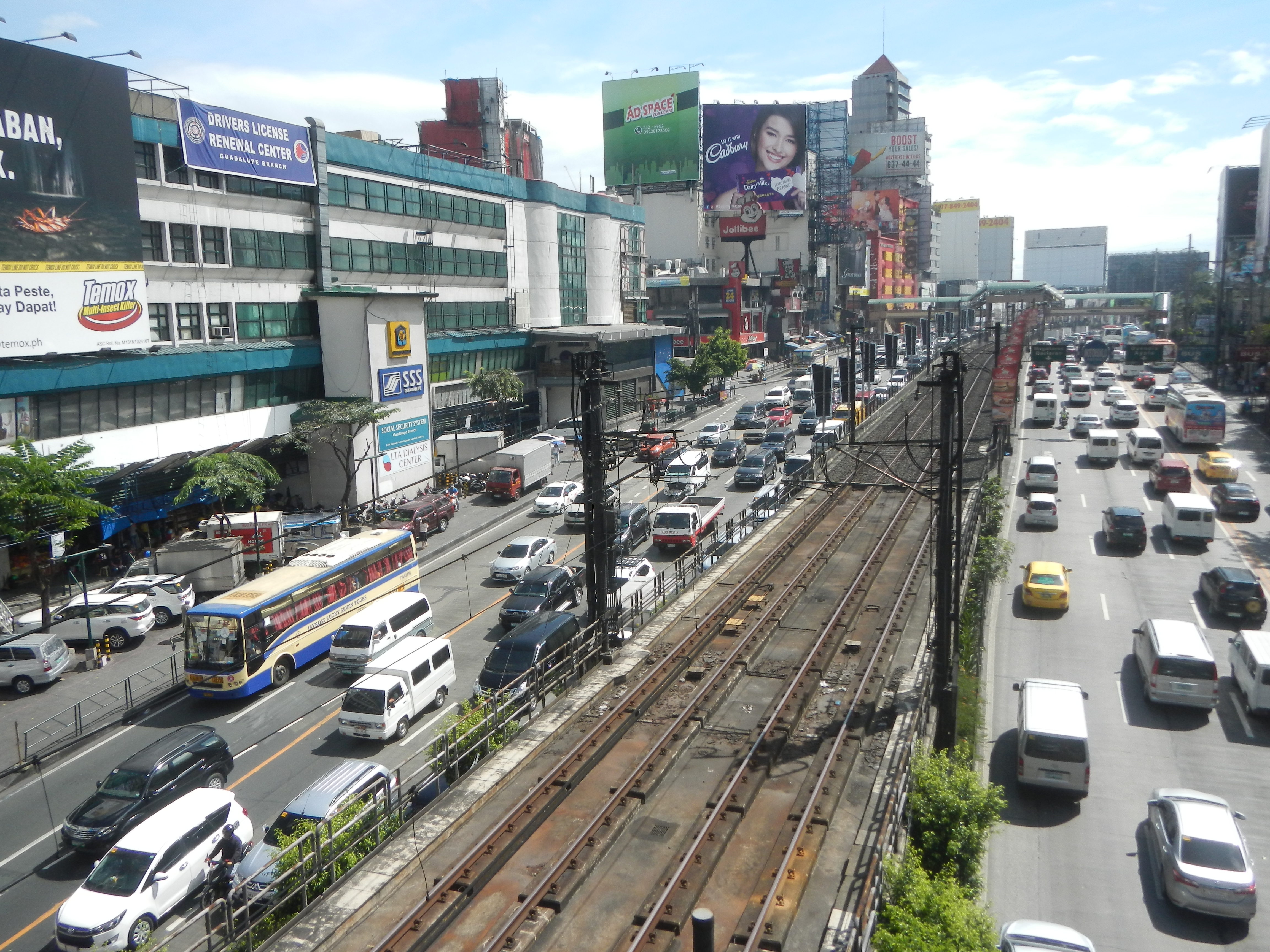
Cette image illustre différents systèmes de transport: transports publics par la route et par le rail, transport privé

L' économie des transports est une branche de l'économie fondée en 1959 par l'économiste américain John R. Meyer qui étudie l' allocation des ressources au sein du secteur des transports. Cette branche est étroitement liée avec le génie civil. L'économie des transports diffère de branches de l'économie théorique en ce que l'hypothèse d'une économie instantanée et sans espace ne tient pas. Les personnes et les marchandises circulent dans des réseaux à plusieurs vitesses et sur des distances diverses.  
Bien que les systèmes de transport suivent la même théorie de l' offre et de la demande que les autres industries, les effets de réseau et les choix entre des services similaires (par exemple, les déplacements en voiture et en bus) rendent l'estimation de la demande de moyens de transport difficile. Le développement de modèles pour estimer les choix probables de services de transport (modèles de choix discrets) a conduit au développement d'une branche importante de l' économétrie. Ces études ont finalement amené à l'obtention par Daniel McFadden d'un prix Nobel pour son apport aux théories et méthodes de l'analyse des choix discrets. 
Dans le transport, la demande peut être mesurée en nombre de trajets effectués, en distance totale parcourue ou en tonne transportée (par exemple, passagers-kilomètres pour les transports publics ou véhicules-kilomètres de déplacement (VKT) pour les transports privés). L'offre est ainsi considérée comme une mesure de la capacité apportée par les entreprises. La valeur du service (voyage) est alors mesuré en utilisant le coût généralisé du voyage, qui comprend à la fois les dépenses en argent et en temps. Un trajet en bus et en train ayant le même prix affiché ne valent donc pas la même chose. 
L'augmentation de l'offre (c'est-à-dire de la capacité totale de transport) présente un effet particulier en économie des transports (voir demande induite), car les conséquences environnementales potentielles sont importantes (voir la partie externalités ci-dessous). 

## Externalités
En plus des services proposés à leurs utilisateurs, les réseaux de transport imposent des externalités à la fois positives et négatives à tout un chacun, clients ou non. La prise en compte de ces externalités - notamment négatives - fait partie de l'économie des transports. 
Les externalités positives des réseaux de transport peuvent inclure la capacité de fournir des services d'urgence, l'augmentation de la valeur foncière des terrains et les avantages de l'agglomération tel une proximité accrue entre les différents pôles d'activités.  
Les externalités négatives sont très diverses et peuvent inclure de nombreux facteurs comme la pollution atmosphérique locale, sonore, ou encore lumineuse, les risques pour la sécurité, la séparation des communautés et la congestion. La contribution des systèmes de transport au changement climatique est ainsi une externalité négative importante qui est difficile à évaluer, ce qui rend son inclusion dans la recherche et l'analyse fondées sur l'économie des transports complexe (mais pas impossible). 
Les embouteillages sont considérés comme une externalité négative par les économistes. Une externalité se produit lorsqu'une transaction entraîne des coûts ou des bénéfices pour un tiers (qui ne participe pas à cette dernière).

### Embouteillages

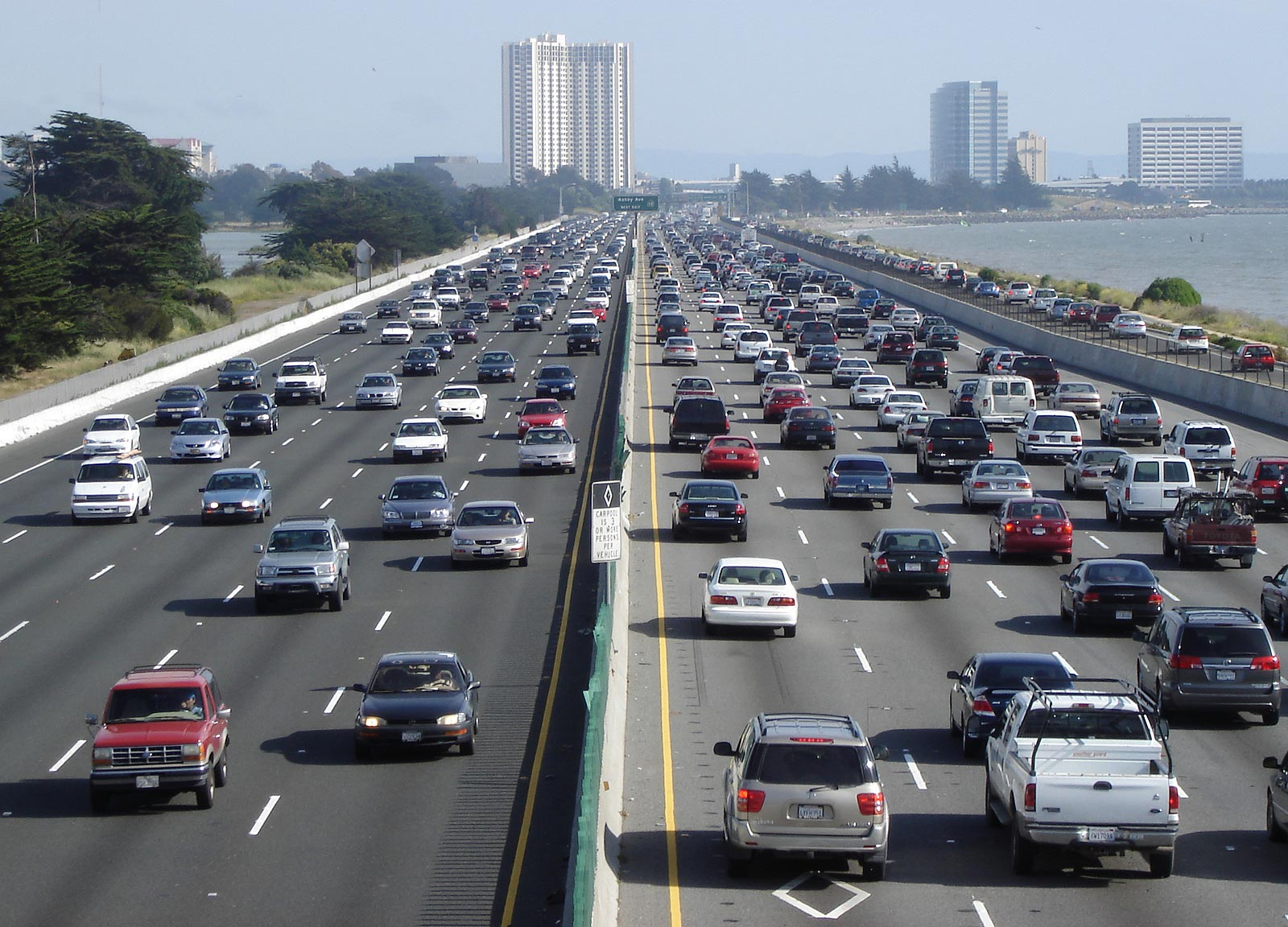
Embouteillage sur une autoroute urbaine. ici, l' autoroute I-80 Eastshore à Berkeley, en Californie.

La congestion du trafic est donc une externalité négative. En 2005, une étude Américaine a indiqué sept causes qui selon eux sont fondamentales: les goulots d'étranglement pour 40%, les incidents de circulation à 25 %, la mauvaise météo à 15 %, les travaux à 10 %, et enfin une mauvaise synchronisation des feux pour 5 %, reste les événements spéciaux/autres pour 5 %. 
Au sein de l'économie des transports, la tarification de la congestion est considérée comme un mécanisme approprié pour traiter ce problème (c'est-à-dire pour internaliser l'externalité). L'extension de capacité est également un mécanisme potentiel pour traiter les embouteillages. Cependant, cette solution est complexe à mettre en place (en particulier dans les zones urbaines) et a parfois des résultats contreproductifs (voir Le trafic induit par la demande). William Vickrey, vainqueur en 1996 du Prix Nobel pour ses travaux sur l' aléa moral, est considéré comme l'un des pères de la tarification de la congestion, comme il l'a proposé pour la première fois pour le Métro de New York en 1952.
Dans le transport routier, ces théories ont été étendus par Maurice Allais, un autre prix Nobel « pour sa contribution pionnière dans la théorie des marchés et l'utilisation efficace des ressources ». Reuben Smeed, le sous-directeur du Transport Research Laboratory (centre de recherche sur le transport anglais) a également été pionnier dans ce domaine. Ses idées ont notamment été présentées au gouvernement Britannique, rapport qui est connu comme le Smeed Rapport.

#### Tarification de la congestion

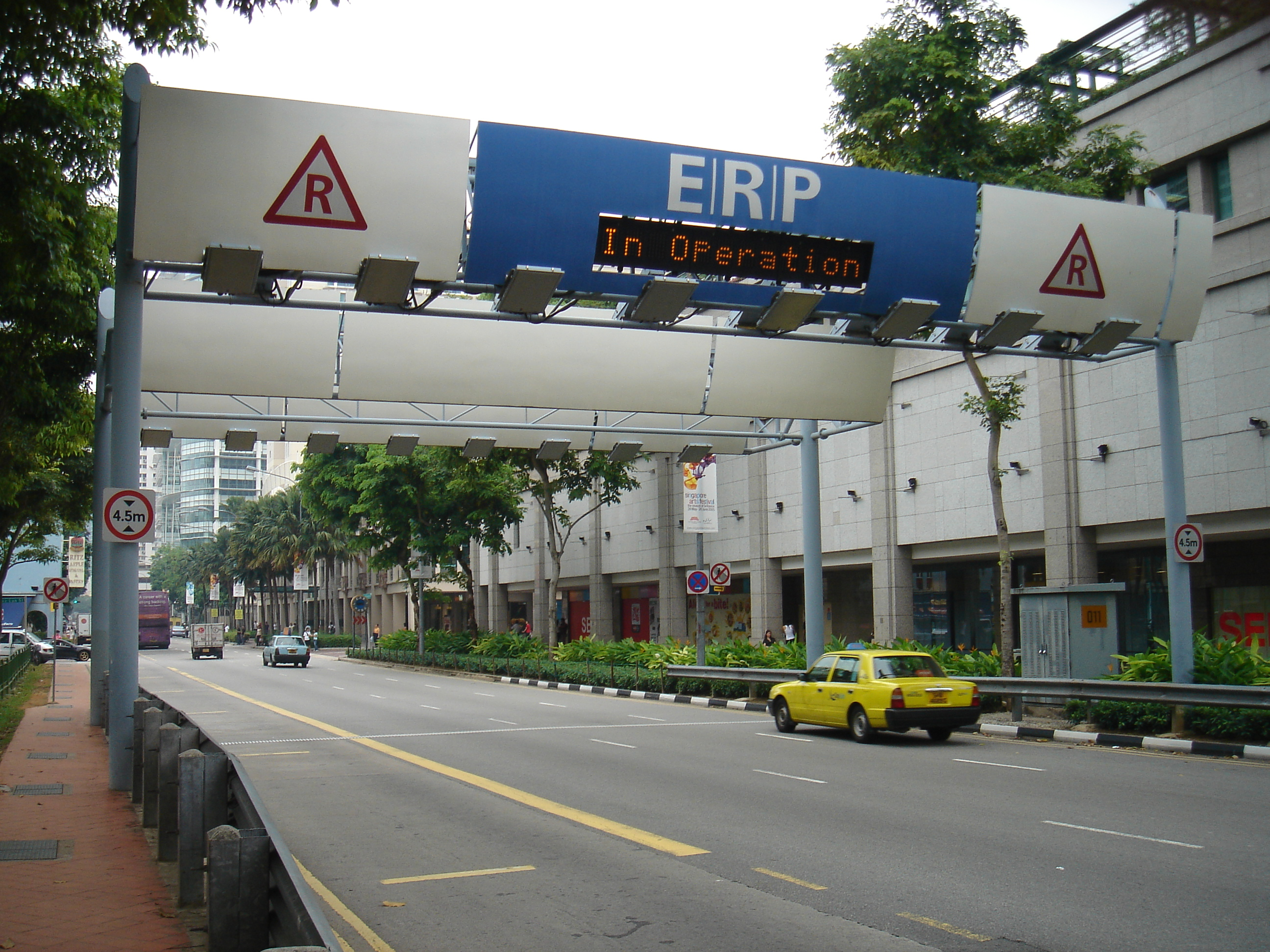
Electronic Road Pricing portique de North Bridge Road, Singapore

La tarification de la congestion est une stratégie de tarification efficace qui amène les utilisateurs à payer pour ce bien public, augmentant ainsi le gain de bien-être ou l'avantage net pour la société,. Celle-ci est l'une des nombreuses stratégies proposées du côté de la demande (par opposition à l'économie de l'offre) par les économistes pour lutter contre la congestion. La tarification de la congestion a été mise en œuvre pour la première fois à Singapour en 1975, avec un ensemble complet de mesures de tarification routière, des règles strictes en matière de propriété automobile et une amélioration globale des transports en commun,. Grâce aux progrès technologiques, Singapour a mis à niveau son système en 1998 avec l'ajout d'un télépéage. 
Des systèmes de tarification similaires ont été mis en œuvre à Rome en 2001, Londres en 2003 et étendu en 2007 (voir la taxe de congestion de Londres), Stockholm en 2007.

### Tarification de la pollution
De 2008 à 2011, Milan a mis en place un système de redevance routière, Ecopass. Les véhicules avec les plus basses normes d'émissions (Euro IV) et les autres véhicules à carburant alternatif,, étaient exemptés de redevance. Il a été remplacé par un système de tarification de la congestion plus conventionnel, nommé Zone C.

Même les économistes des transports qui préconisent la tarification de la congestion ont anticipé plusieurs limitations pratiques, préoccupations et questions controversées concernant la mise en œuvre effective de cette politique. Comme le résume le planificateur régional Robert Cervero  : 

« La véritable tarification au coût social du voyage métropolitain s'est avérée être un idéal théorique qui jusqu'à présent a échappé à la mise en œuvre dans le monde réel. Le principal obstacle est qu'à l'exception des professeurs d'économie des transports et d'un groupe d'écologistes vocaux, peu de gens sont en faveur de tarifs considérablement plus élevés pour les voyages en période de pointe. Les automobilistes de la classe moyenne se plaignent souvent de payer déjà trop cher en taxes sur l'essence et en frais d'immatriculation pour conduire leur voiture, et que payer plus pendant les périodes de congestion ajouterait une insulte aux blessures. Aux États-Unis, peu de politiciens sont prêts à défendre la cause de la tarification de la congestion par peur des représailles de leurs électeurs… Les critiques affirment également que facturer plus pour conduire est une politique élitiste, qui évacue les pauvres des routes afin que les riches puissent se déplacer sans encombre. C'est pour toutes ces raisons que la tarification de la période de pointe reste une chimère dans l'esprit de beaucoup. »

## Financement
Les possibilités de financement, d'entretien, d'amélioration et d'expansion des réseaux de transport font l'objet de débats approfondis et font partie du domaine de l'économie des transports,.
Les questions de financement concernent majoritairement la manière dont les fonds sont collectés et leur utilisation pour fournir des services de transport. La fiscalité via les impôts et les frais d'utilisation (péages, etc.) sont les principales méthodes de collecte de fonds. La fiscalité peut être générale (par exemple, impôt sur le revenu), locale (taxe de vente ou taxe sur la valeur foncière) ou plus précise (par exemple : taxe sur les carburants), et les frais d'utilisation peuvent être des péages, des frais de congestion ou des tarifs). Le mode de financement suscite souvent un vif débat politique et public.
Les problèmes de financement sont également liés à la manière dont ces fonds sont utilisés pour fournir l'offre de transport. Les prêts, les obligations, les partenariats public-privé et les concessions sont tous des modes de financement des investissements dans les transports.

## Voir également